# BSA B40-serie
De BSA B40-serie was een serie 350cc-motorfietsen die het Britse merk BSA uit Birmingham produceerde van 1961 tot 1972.

## Voorgeschiedenis
Tijdens de Tweede Wereldoorlog had BSA het druk met de productie van 125.000 BSA W-M20's voor het Britse leger, maar in 1945 had het de productie van haar 350cc-modellen weer opgepakt met de introductie van de BSA B31. Voor dit model was het merk schatplichtig aan constructeur Val Page, die in 1938 de basis had gelegd met machines als de B24 Empire Star. De belangrijkste veranderingen die Page, die in 1939 was vertrokken naar Ariel, aanbracht was de verhuizing van de magdyno van de voorkant naar de achterkant van de cilinder, de tunnel waar de stoterstangen in werden "verborgen" en het typische vleugelvormige distributiecarter met tandwieltrein voor de aandrijving van de magdyno. De B31-serie werd een groot succes en bracht uiteindelijk ook de 350cc-Gold Stars voort. De B31 ging in 1959 uit productie. Dat betekende dat BSA in 1960 slechts één 350cc-model had, de zeer sportieve DB32GS Gold Star die een beperkt aantal klanten aantrok. 

### Concurrentie
Tot die tijd hadden de Britse merken alleen naar elkaar gekeken. Concurrentie van buiten was er nauwelijks. In de 350cc-klasse ging het om de Triumph 3TA (18,5 pk), het Norton Model 50 (18 pk), de Matchless G3/LS en het identieke AJS Model 16 MS (beiden 18 pk). Sinds 1959 was dat anders geworden. Honda bracht de C 76 Dream uit, die uit slechts 305 cc 23 pk leverde, maar die wel de voor Europeanen onhandige repeteerversnellingsbak had. De CB 77 Super Sport met sequentiële versnellingsbak uit 1960 leverde zelfs 28 pk. Daar kon alleen de DB32GS Gold Star aan tippen. Die leverde 30 pk, maar was duur, niet zo betrouwbaar, zeer oncomfortabel en bij lage snelheden nauwelijks te berijden. De laatste versie van de B31 leverde slechts 17 pk. 

### 12 juni 1961
Op 12 juni 1961 maakte Honda grote indruk op het Britse publiek. Het merk startte tijdens de TT van Man in twee klassen. In de Lightweight 125 cc TT waren de eerste vijf plaatsen voor Honda, met Mike Hailwood, Luigi Taveri, Tom Phillis, Jim Redman en Sadao Shimazaki. In de Lightweight 250 cc TT ging het precies zo met Hailwood, Phillis, Redman, Kunimitsu Takahashi en Naomi Taniguchi. Voor de samenwerkende merken Triumph en BSA waren raceresultaten van geen belang, maar voor veel van hun klanten wel.

## Civiele modellen

### BSA B40 Star (1961-1967)
De Britten moesten dus wel iets doen, maar hun mogelijkheden waren begrensd. De B31 had een lange slag-motor met een boring van 71 mm en een slag van 88 mm en dateerde feitelijk uit 1932. De lange slag maakte hoge toerentallen onmogelijk en dat kostte vermogen. Men besloot dus om die motor niet verder te ontwikkelen, maar in plaats daarvan de 250cc-motor van de BSA C15 op te boren. Die had een unit construction-blok met een boring van 67 mm en een slag van 70 mm, maar door de boring op 79 mm te brengen kwam de cilinderinhoud op 343,1 cc. De BSA B40 Star was de zwaarste eencilinder die BSA nog aanbood. De Gold Stars waren uit productie gegaan en de 500cc-machine was de A7-paralleltwin.

#### Uitrusting
De BSA B40 Star was het zustermodel van de C15 Star. Alle modellen kregen in 1961 een basiskleur (bij de B40 rood) voor de diepe spatborden, de olietank en de tank. Het frame was zwart. Bij een aantal Amerikaanse modellen waren de flanken van de tank verchroomd. De koplampnacelle was zwart en daarop zaten de ampèremeter, de snelheidsmeter en de lichtschakelaar.
| Het motorblok van de B40 Mk2 uit 1968 met de onderbreker achter het inspectiedekseltje op het carter.                                                                               |
| De BSA B40 had een unit construction-motor met geïntegreerde versnellingsbak De uitstulping onder de carburateur is het oliefilterhuis dat met de MK2-modellen werd geïntroduceerd. |

#### Motor
De motor was een dwarsgeplaatste, luchtgekoelde staande eencilinder kopklepmotor. De kleppen werden bediend door stoterstangen die aan de rechterkant van de cilinder zaten. Het was een opgeboorde BSA C15-motor. De cilinder was weliswaar opgeboord, maar het ondercarter inclusief het big-end lager (krukas-drijfstang) bleef ongewijzigd. Dat was een Achilleshiel, want om dit big-end lager te beschermen werd besloten om de compressieverhouding te beperken tot 7:1. Daardoor werd het vermogen toch weer ernstig beperkt. De BSA C15 SS80 Sports Star uit 1961 had een compressieverhouding van 8,75:1 en leverde bijna hetzelfde vermogen (20 pk) als de B40 Star. Daarbij moet gesteld worden dat het hier om een sportmotor ging en de B40 Star was een toermotor. De gewone C15 Star leverde slechts 15 pk. In 1962 werd het big-end lager vervangen door een rollager en kreeg de machine een 60 watt-dynamo en in 1965 werd de "paddenstoel"-onderbreker verplaatst van de achterkant van de cilinder naar de rechterkant van de motor. Hij werd afgedekt met een inspectieplaatje. De B40 had een dry-sump-smeersysteem met een olietank rechts onder het zadel.

#### Transmissie
Links op de krukas zat een transmissiedemper en het voorste tandwiel van de primaire ketting, die in een oliebad liep. Ze dreef de meervoudige droge plaatkoppeling aan en de voetgeschakelde vierversnellingsbak. Op die versnellingsbak zat de kickstarter. De secundaire aandrijving verliep ook via een ketting. Die had bij de civiele modellen een open kettingscherm, maar bij de overheidsmodellen een volledig gesloten kettingkast.

#### Rijwielgedeelte
De B40 had een semi-dubbel wiegframe met een enkele buis van het balhoofd naar de onderkant van het motorblok. Daar splitste deze buis zich in tweeën. Voor zat een telescoopvork en achter een swingarm met twee veer/demperelementen. Voor en achter zaten 18 inch-wielen met 7 inch-trommelremen.

#### BSA B40 Sportsman (USA 1961) / BSA B40 Star USA (USA 1962-1963) / BSA B40 Super Star (USA 1964-1967)
BSA had twee importeurs in de Verenigde Staten: aan de Westkust Hap Alzina in Oakland (Californië) en aan de Oostkust BSA Incorporated in Nutley (New Jersey). Zij kregen voor hun markt aangepaste modellen, bijna altijd met een hoog stuur en met meer chroom. De naam "Sportsman" werd daarbij vaak gebruikt, zoals bij de B33 Sportsman en later bij de 250cc-C15 Sportsman. De BSA B40 Sportsman droeg deze naam alleen in 1961, waarschijnlijk omdat in 1962 de B40 SS90 Sportsman op de markt kwam. Vanaf dat jaar werd de B40 Star B40 Star USA genoemd en in 1964 veranderde de naam in B40 Super Star. De machine had inderdaad een hoger stuur en was gespoten in metallic blauw met verchroomde zijkanten op de tank. Ze had ook smalle, verchroomde spatborden en rubber gaiters op de voorvork, terwijl de voorvork van de B40 Star een metalen omhulsel had.
De productie van de standaard B40 (Star en Super Star) eindigde in 1967.

### BSA B40 SS90 Sports Star (1962-1965)
Waarschijnlijk maakte het rollager-big-end het mogelijk het vermogen van de B40 te verhogen. Dat gebeurde met de BSA B40 SS90 Sports Star, in lijn met de 250cc-C15 SS80 Sports Star. De SS90 machine leverde 24 pk bij 7.000 tpm, maar zag er niet sportiever uit dan een standaard B40 Star. Het kleurenschema was eenvoudig en ze had nog steeds de diepe (U-vormige) spatborden.

#### BSA B40 SS90 Sportsman (USA 1962-1964) / B40 Super Sport (USA 1965)
De Amerikaanse versie heette B40 SS90 Sportsman van de introductie in 1963 tot 1965, toen de naam werd veranderd in B40 Super Sport. Deze machines werden geleverd in rood en metallic blauw met veel chroom, smalle spatborden en het Amerikaanse hoge stuur.
De productie van de sportieve B40's eindigde al in 1965.

### BSA B40 Enduro Star (USA 1963-1965)
De BSA B40 Enduro Star werd uitsluitend in de Verenigde Staten geleverd. Enkele exemplaren werden al in 1963 verscheept, maar de productie kwam pas in 1964 echt op gang. Ze had het lage (7:1) compressie-blok en een trial-frame dat waarschijnlijk van de C15T Starfire Trials-Cat stamde. Ze kreeg een 19 inch voorwiel, dat niet alleen de bodemvrijheid verhoogde, maar in het terrein ook beter stuurde. De kleine tank was van aluminium en ongespoten. De uitlaat was verhoogd en de machine had een eenpersoons zadel. Hoewel de machine wel met verlichting was uitgerust, zodat ze "streetlegal" werd, had ze geen accu, zodat het licht alleen bij draaiende motor brandde. De B40 Enduro Star won een aantal wedstrijden in de VS, waaronder de 500mijls-Jack Pine Lightweight Competition van 1963 en de National Championship Endurance Run van 1964. Na 1965 werd de productie beëindigd.

## Overheidsmodellen en Roughrider

### B40 Police (1964-1965)
In 1964 en 1965 werd een machine voor de Britse politie geproduceerd. Ze was voorzien van beenschilden en een tophalf-toerkuip en een eenpersoonszadel waarachter ruimte was voor de mobilofoon. 

### BSA B40 WD GB (1967)
In 1965 deed het Royal Corps of Transport het verzoek om modellen te ontwikkelen om de verouderde BSA W-M20 en Matchless G3/L als militaire motorfiets te vervangen. Zowel BSA als Triumph (die in 1951 waren samengevoegd) stuurden vier machines naar het Military Vehicles and Engineering Establishment (MVEE) bij Chertsey (Surrey). BSA stuurde de 350cc-B40, maar zowel de BSA's als de 500cc-Triumphs werden afgekeurd en gemodificeerde versies werden over 10.000 km getest. Daarop bestelde het Britse leger 2.000 B40's, waaronder 880 voor het Britse Rijnleger in de Bondsrepubliek Duitsland. De eerste machines werden in 1967 geleverd en de levering liep door tot in 1970. De officiële naam van de standaardmachine was BSA B40 WD GB. Het Britse leger stelde wel extra eisen, waaronder een carburateur met een vlinderklep omdat men bang was dat een gasschuif door vervuiling vast kon gaan zitten. De machine had ook een rek voor twee canvastassen en was slechts beperkt terreinvaardig. 

### BSA B40 Mk2 WD GB (1968-1970)
Halverwege 1967 werd de militaire B40 herzien en meer aangepast aan de civiele modellen B25 en B44 Victor (de "civiele" B40 Star was er niet meer). De naam veranderde in BSA B40 Mk2 WD GB. Het waren geen al te grote vernieuwingen. De spatborden en spatbordsteunen werden aangepast, zoals in 1967 ook al bij de B40 WD GD voor het Deense leger was gedaan, het achterlichthuis (vanwege de veranderde spatbordsteunen), nieuwe swingarm, kettingscherm, trommelremmen, kettingtandwielen, oliefilter en filterhuis, kleine veranderingen aan frame en voorvork en de nieuwe Amal Concentric 626-carburateur.
De Mk2 verkocht uitermate slecht. Dat was vooral te wijten aan het feit dat het Britse leger maar ook Denemarken en Australië de originele B40WD al hadden aangeschaft en nog lang in dienst hielden. Ook hield de Britse krijgsmacht vast aan het originele model. Behalve aan Jordanië werden er maar heel weinig Mk2's verkocht: 48 aan Australië, 4 aan Ceylon, 1 aan Denemarken en 36 aan andere Britse koloniën via de "Crown Purchasing Agency" (de Britse domeinen). 

#### BSA B40 Mk2 Roughrider (1969)
Omdat de verkopen van de militaire motorfietsen tegenvielen, begon BSA in juli 1969 voorraden weg te werken door de B40 Mk Roughrider uit te brengen. De machine was gericht op de Australische schapenboeren. Die doelgroep had men ook al bereikt met de 175cc-Bantam D7 Pastoral en Bantam D10 Bushman Pastoral en de 250cc-C15 FT Trials Pastoral. Die machines waren terreinmotoren met een eenpersoons zadel en een flink bagagerek voor het meenemen van gereedschap of eventueel een ziek dier. De Roughrider was echter niet erg verschillend van de militaire motorfiets. Een enkel zadel was een accessoire, net als een omhooggebogen uitlaat. Er werden 108 van deze machines afgeleverd, de meeste inderdaad voor Australië, maar 22 bleven in Engeland, waarvan 10 naar de bosbouwcommissie van Hampshire.

### BSA B40 WD GN (1967-1969)
Bij de BSA B40 WD GN stond de "N" voor "Navy". Deze machines waren geheel donkerblauw (inclusief het frame) en werden van 1967 tot 1969 geleverd aan de Royal Navy.

### BSA B40 WD GR (1967-1970)
De B40 WD GR werd van 1967 tot 1970 geleverd aan de Royal Air Force voor militaire politietaken en als escorte-motorfiets. Ze hadden een volledige Avon-toerkuip met zwaailicht en zelfs elektrische richtingaanwijzers. De kuip was wit, de rest van de motorfiets hetzij blauwgrijs, hetzij zwart met een blauwgrijze tank. 

### Andere landen

#### Australië: BSA B40 WD GA (1966) / B40 AWD (1967)
Australië was al in 1960 begonnen BSA, Triumph, Royal Enfield, Velocette en Norton uit te nodigen om nieuwe militaire motorfietsen te ontwikkelen. BSA stuurde de 250cc-C15 Star, die met een grotere 2,5- of 3 Gallon-tank wel geschikt zou zijn, maar die 85-95 RON-benzine vereiste. In 1964 leverde BSA 30 C15's met B40-motorblokken en in 1965 werd een B40 WD voor beproeving naar Melbourne gevlogen. In 1966 bestelde Australië 450 machines. In november showde BSA deze B40 WD GA op de Earls Court Show. Deze machine had nog een Solex 26WH2-carburateur, maar die werd vervangen door een Amal-carburateur. Begin 1967 werden de machines onder de naam B40 AWD geleverd, voornamelijk aan de Australische transport- en verbindingseenheden en de militaire politie. De BSA's werden in 1972 vervangen door de Suzuki GS 400. 

#### Denemarken: BSA B40 WD GD (1968-1970)
Denemarken bestelde in 1967 400 B40's om het Nimbus Model C te vervangen. Ze werden in 1968 geleverd met de gewijzigde achterspatbordsteunen die later ook op de Mk2's zouden worden gebruikt. Denemarken bestelde nooit Mk2's, maar er werden van het oorspronkelijke model in 1969 en 1970 nog 700 exemplaren besteld. Ze bleven tot 1980 in gebruik en werden vervangen door de Yamaha DT 250 MX.

#### Jordanië: BSA B40 Mk2 WD M (1967-1968) en B40 WD GJ (1972)
Alleen koning Hoessein van Jordanië, een vaste BSA-klant, had nog geen B40 WD's aangeschaft. Hij bestelde tussen september 1967 en maart 1968 200 zandkleurige MK2's, de B40 Mk2 WD M. In 1972 werd er echter nog een serie B40's aan Jordanië geleverd, de B40 WD GJ. Dit waren geen Mk2-machines, die immers al lang uit productie waren. Waarschijnlijk waren er nog genoeg "Mk1"-onderdelen om op die basis motorfietsen te bouwen.

## Afbeeldingen

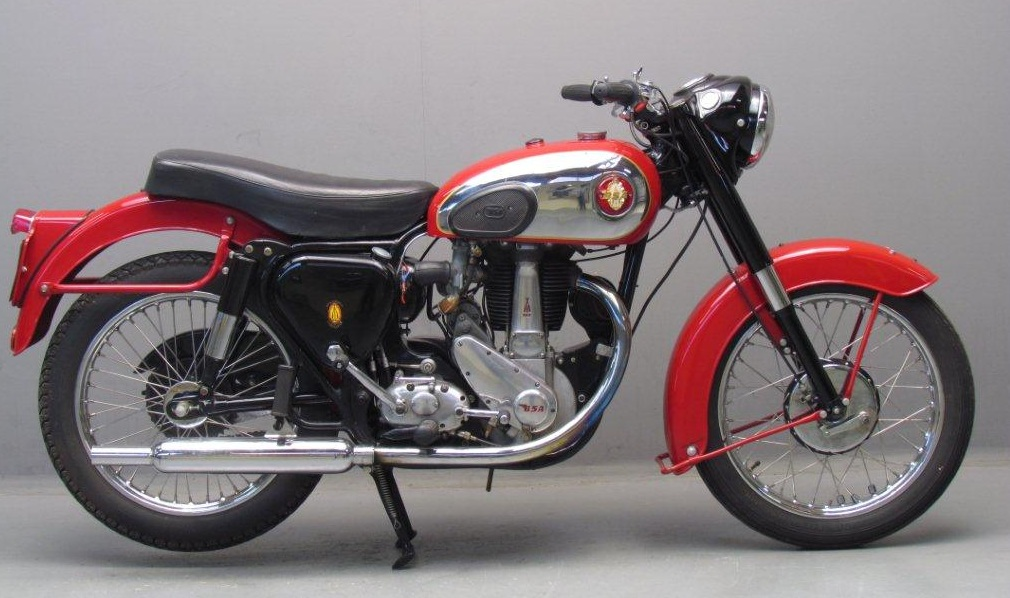
Voorganger BSA B31.
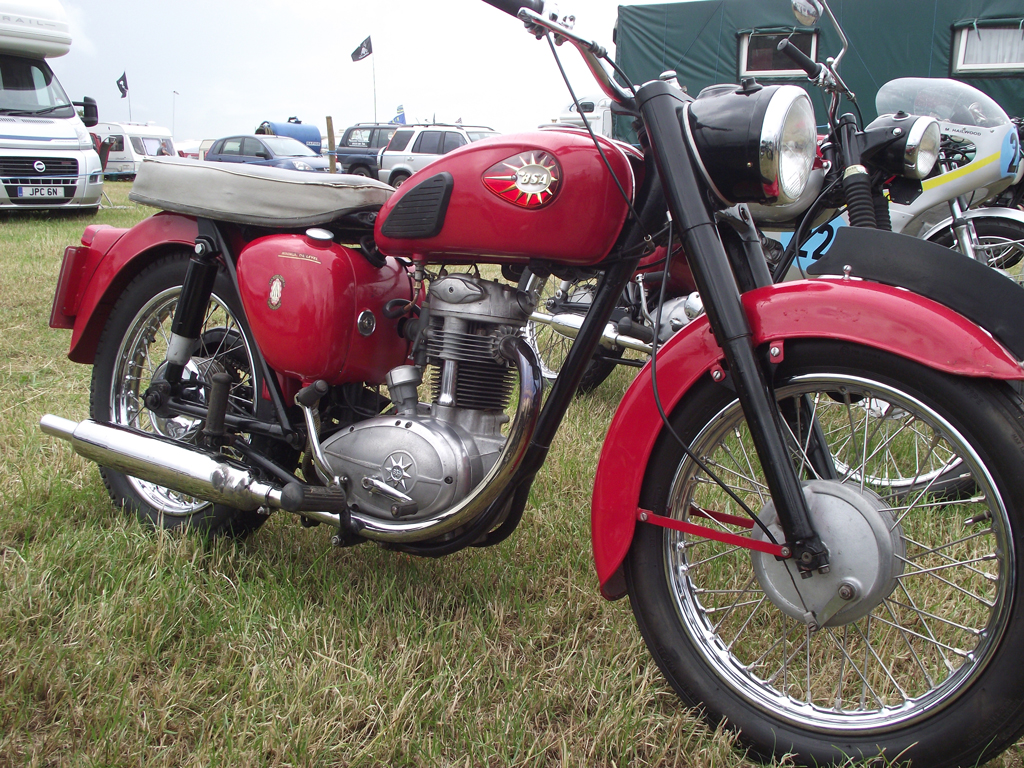
De motor van de BSA B40 werd niet gebaseerd op de 350cc-B31, maar op deze 250cc-BSA C15.
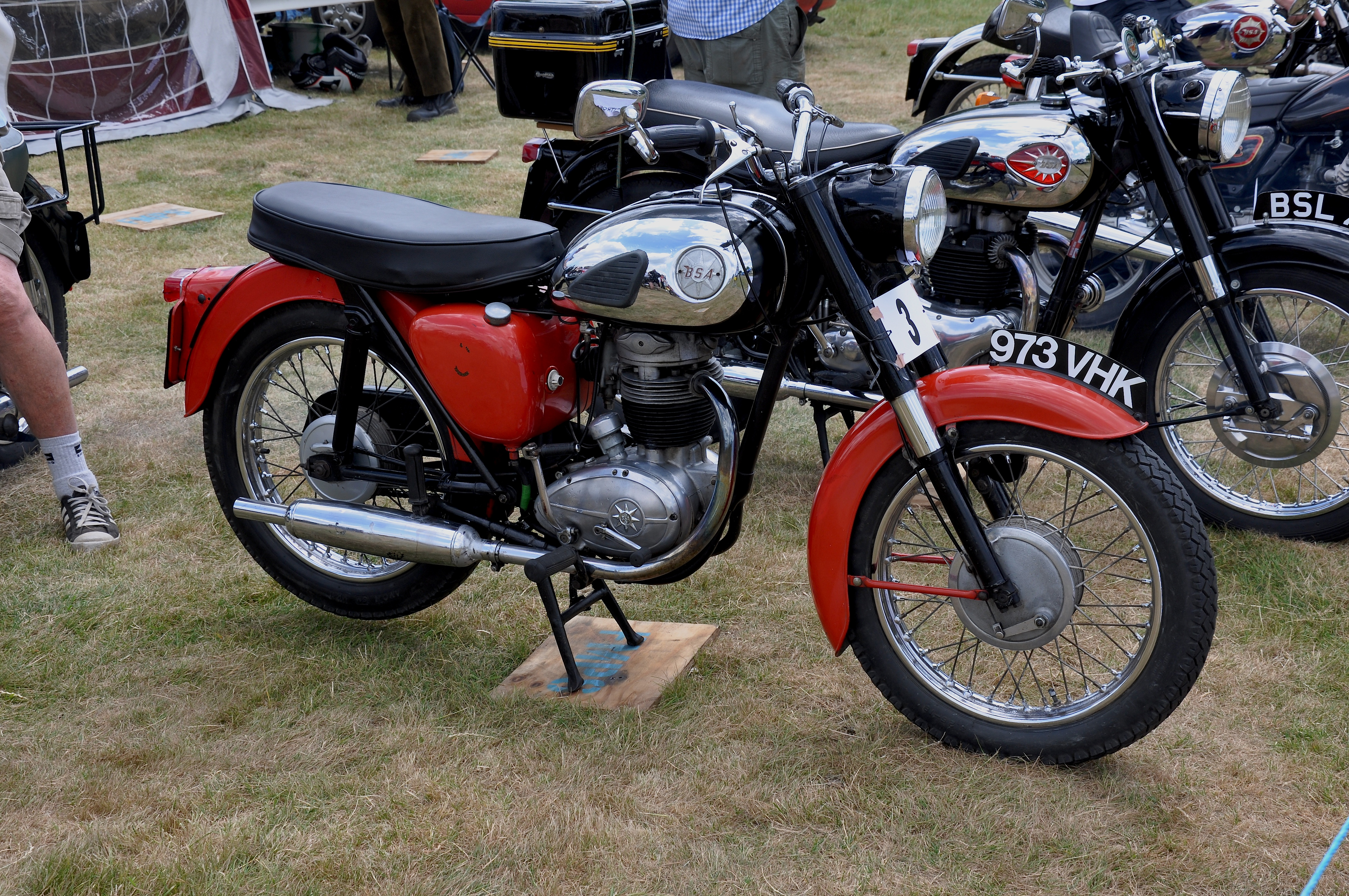
B40 SS 90 Sports Star 90 uit 1962. De onderbreker van de ontsteking zit nog in het paddenstoeltje achter de cilinder. De machine was wel sneller, maar zag er niet sportiever uit dan de B40 Star.
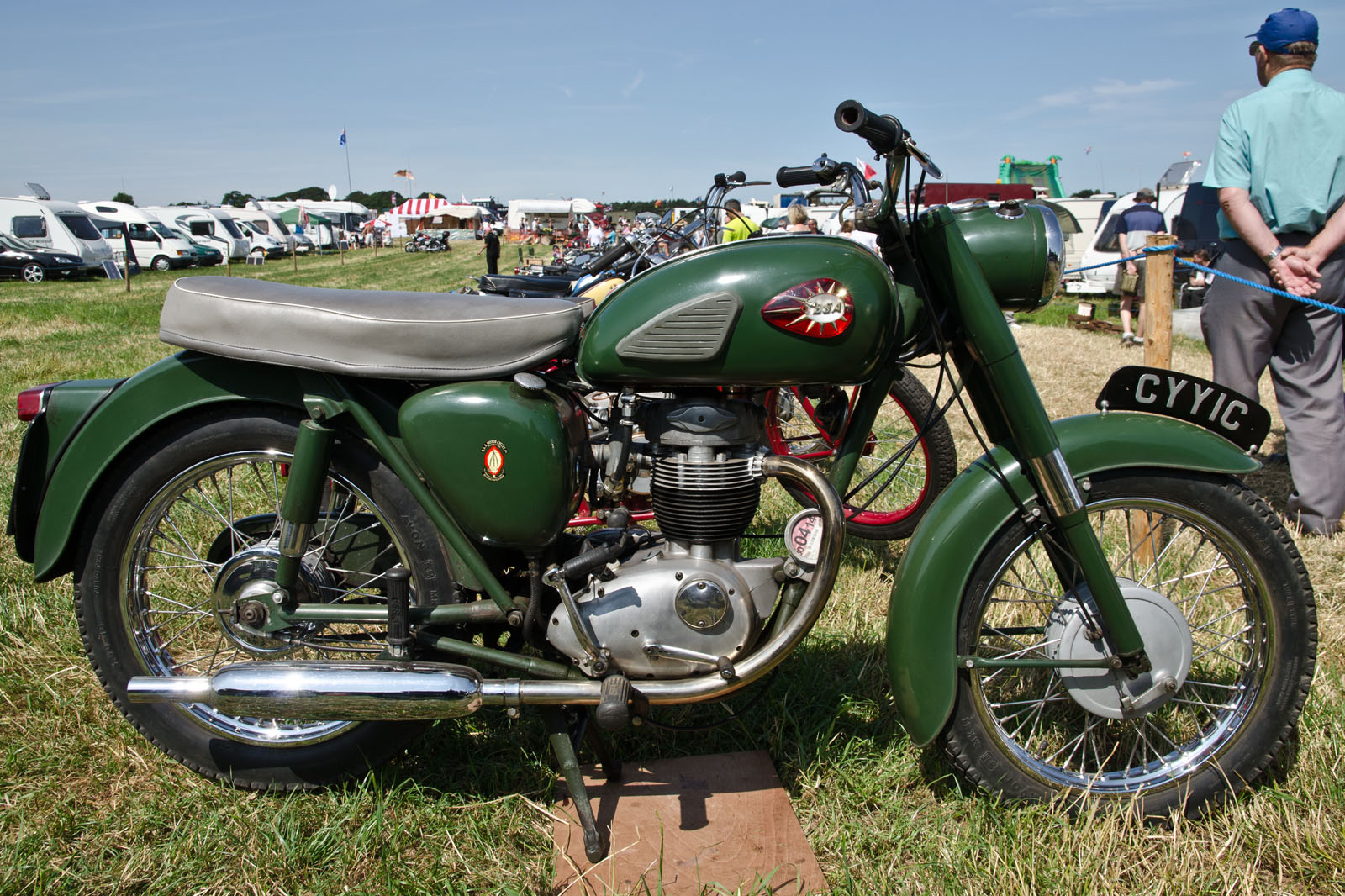
B40 Star uit 1965.
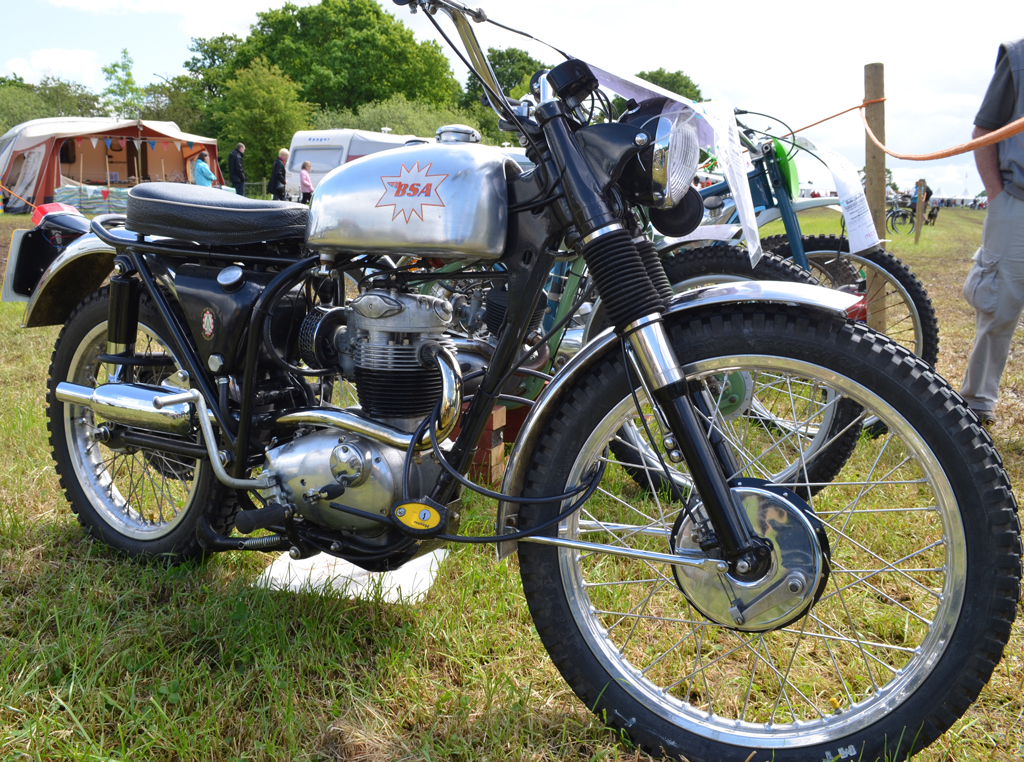
Deze 250cc-C15T Starfire Trials-Cat is identiek aan de B40 Enduro Star.
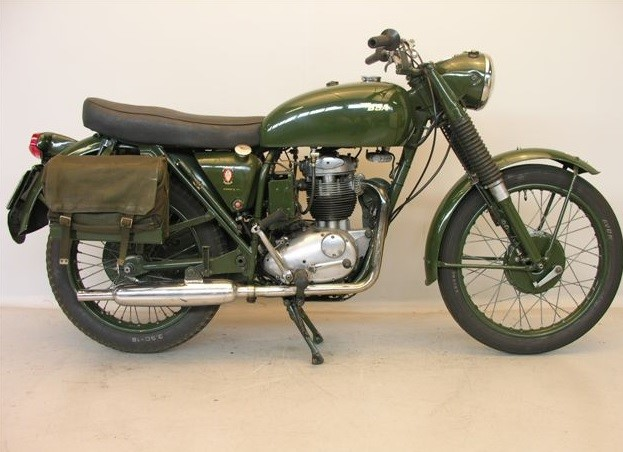
B40 Mk2 WD uit 1968, vrijwel identiek aan de BSA B40 Mk2 Roughrider die voor de Australische schapenboeren was bestemd.
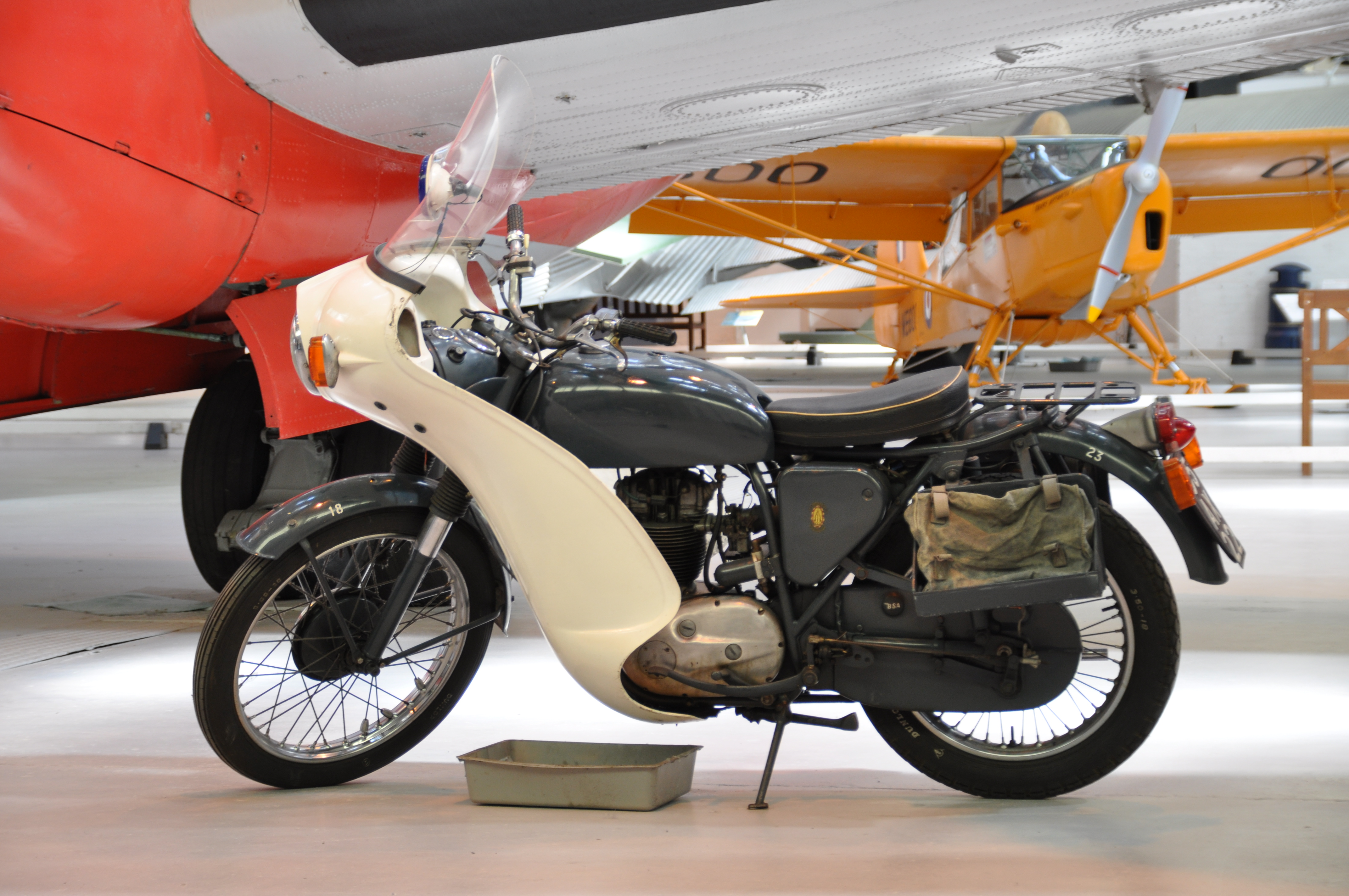
B40 WD GR van de Royal Air Force.

## Technische gegevens (Civiele modellen)
| Periode                | 1961-1967                           | 1961                                | 1962-1963                           | 1964-1967                           | 1962-1965                           | 1963-1964                           | 1965                                | 1963-1965                           | 1969                                |
| Categorie              | Toer                                | Toer                                | Toer                                | Toer                                | Sport                               | Sport                               | Sport                               | Terrein                             | Terrein                             |
| Motortype              | Stoterstangen kopklepmotor          | Stoterstangen kopklepmotor          | Stoterstangen kopklepmotor          | Stoterstangen kopklepmotor          | Stoterstangen kopklepmotor          | Stoterstangen kopklepmotor          | Stoterstangen kopklepmotor          | Stoterstangen kopklepmotor          | Stoterstangen kopklepmotor          |
| Bouwwijze              | Dwarsgeplaatste staande eencilinder | Dwarsgeplaatste staande eencilinder | Dwarsgeplaatste staande eencilinder | Dwarsgeplaatste staande eencilinder | Dwarsgeplaatste staande eencilinder | Dwarsgeplaatste staande eencilinder | Dwarsgeplaatste staande eencilinder | Dwarsgeplaatste staande eencilinder | Dwarsgeplaatste staande eencilinder |
| Koeling                | Lucht                               | Lucht                               | Lucht                               | Lucht                               | Lucht                               | Lucht                               | Lucht                               | Lucht                               | Lucht                               |
| Boring                 | 79 mm                               | 79 mm                               | 79 mm                               | 79 mm                               | 79 mm                               | 79 mm                               | 79 mm                               | 79 mm                               | 79 mm                               |
| Slag                   | 70 mm                               | 70 mm                               | 70 mm                               | 70 mm                               | 70 mm                               | 70 mm                               | 70 mm                               | 70 mm                               | 70 mm                               |
| Cilinderinhoud         | 343,1 cc                            | 343,1 cc                            | 343,1 cc                            | 343,1 cc                            | 343,1 cc                            | 343,1 cc                            | 343,1 cc                            | 343,1 cc                            | 343,1 cc                            |
| Carburateur(s)         | Amal 375 Monobloc                   | Amal 375 Monobloc                   | Amal 375 Monobloc                   | Amal 375 Monobloc                   | Amal                                | Amal                                | Amal                                | Amal                                | Amal                                |
| Smeersysteem           | Dry-sumpsysteem                     | Dry-sumpsysteem                     | Dry-sumpsysteem                     | Dry-sumpsysteem                     | Dry-sumpsysteem                     | Dry-sumpsysteem                     | Dry-sumpsysteem                     | Dry-sumpsysteem                     | Dry-sumpsysteem                     |
| Compressieverhouding   | 7:1                                 | 7:1                                 | 7:1                                 | 7:1                                 | 8,75:1                              | 8,75:1                              | 8,75:1                              | 7:1                                 | 7:1                                 |
| Max. Vermogen          | 21 pk bij 7.000 tpm                 | 21 pk bij 7.000 tpm                 | 21 pk bij 7.000 tpm                 | 21 pk bij 7.000 tpm                 | 24 pk bij 7.000 tpm                 | 24 pk bij 7.000 tpm                 | 24 pk bij 7.000 tpm                 | 21 pk bij 7.000 tpm                 | 21 pk bij 7.000 tpm                 |
| Topsnelheid            | 120 km/uur                          | 120 km/uur                          | 120 km/uur                          | 120 km/uur                          | 140 km/uur                          | 140 km/uur                          | 140 km/uur                          | Onbekend                            | Onbekend                            |
| Primaire aandrijving   | Ketting                             | Ketting                             | Ketting                             | Ketting                             | Ketting                             | Ketting                             | Ketting                             | Ketting                             | Ketting                             |
| Koppeling              | Meervoudige droge plaat             | Meervoudige droge plaat             | Meervoudige droge plaat             | Meervoudige droge plaat             | Meervoudige droge plaat             | Meervoudige droge plaat             | Meervoudige droge plaat             | Meervoudige droge plaat             | Meervoudige droge plaat             |
| Versnellingen          | 4                                   | 4                                   | 4                                   | 4                                   | 4                                   | 4                                   | 4                                   | 4                                   | 4                                   |
| Secundaire aandrijving | Ketting                             | Ketting                             | Ketting                             | Ketting                             | Ketting                             | Ketting                             | Ketting                             | Ketting                             | Ketting                             |
| Rijwielgedeelte        | Semi-dubbel wiegframe               | Semi-dubbel wiegframe               | Semi-dubbel wiegframe               | Semi-dubbel wiegframe               | Semi-dubbel wiegframe               | Semi-dubbel wiegframe               | Semi-dubbel wiegframe               | Semi-dubbel wiegframe               | Semi-dubbel wiegframe               |
| Voorvork               | Telescoopvork                       | Telescoopvork                       | Telescoopvork                       | Telescoopvork                       | Telescoopvork                       | Telescoopvork                       | Telescoopvork                       | Telescoopvork                       | Telescoopvork                       |
| Achtervork             | Swingarm                            | Swingarm                            | Swingarm                            | Swingarm                            | Swingarm                            | Swingarm                            | Swingarm                            | Swingarm                            | Swingarm                            |
| Remmen                 | Trommelremmen                       | Trommelremmen                       | Trommelremmen                       | Trommelremmen                       | Trommelremmen                       | Trommelremmen                       | Trommelremmen                       | Trommelremmen                       | Trommelremmen                       |

## Technische gegevens (Overheidsmodellen)
| BSA B40                | Police                              | WD GB                               | Mk2 WD GB                           | Mk2 WD M                            | WD GN                               | WD GR                               | WD GJ                               | AWD                                 | WD GD                               |
| ---------------------- | ----------------------------------- | ----------------------------------- | ----------------------------------- | ----------------------------------- | ----------------------------------- | ----------------------------------- | ----------------------------------- | ----------------------------------- | ----------------------------------- |
| Periode                | 1964-1965                           | 1967                                | 1968-1970                           | 1967-1968                           | 1967-1969                           | 1967-1970                           | 1972                                | 1967                                | 1968-1970                           |
| Land                   | GB                                  | GB                                  | GB                                  | Jordanië                            | GB                                  | GB                                  | Jordanië                            | Australië                           | Denemarken                          |
| Categorie              | Politie                             | Militair                            | Militair                            | Militair                            | Militair                            | Militair                            | Militair                            | Militair                            | Militair                            |
| Motortype              | Stoterstangen kopklepmotor          | Stoterstangen kopklepmotor          | Stoterstangen kopklepmotor          | Stoterstangen kopklepmotor          | Stoterstangen kopklepmotor          | Stoterstangen kopklepmotor          | Stoterstangen kopklepmotor          | Stoterstangen kopklepmotor          | Stoterstangen kopklepmotor          |
| Bouwwijze              | Dwarsgeplaatste staande eencilinder | Dwarsgeplaatste staande eencilinder | Dwarsgeplaatste staande eencilinder | Dwarsgeplaatste staande eencilinder | Dwarsgeplaatste staande eencilinder | Dwarsgeplaatste staande eencilinder | Dwarsgeplaatste staande eencilinder | Dwarsgeplaatste staande eencilinder | Dwarsgeplaatste staande eencilinder |
| Koeling                | Lucht                               | Lucht                               | Lucht                               | Lucht                               | Lucht                               | Lucht                               | Lucht                               | Lucht                               | Lucht                               |
| Boring                 | 79 mm                               | 79 mm                               | 79 mm                               | 79 mm                               | 79 mm                               | 79 mm                               | 79 mm                               | 79 mm                               | 79 mm                               |
| Slag                   | 70 mm                               | 70 mm                               | 70 mm                               | 70 mm                               | 70 mm                               | 70 mm                               | 70 mm                               | 70 mm                               | 70 mm                               |
| Cilinderinhoud         | 343,1 cc                            | 343,1 cc                            | 343,1 cc                            | 343,1 cc                            | 343,1 cc                            | 343,1 cc                            | 343,1 cc                            | 343,1 cc                            | 343,1 cc                            |
| Carburateur(s)         | Amal                                | Amal Monobloc 398                   | Amal Concentric 626                 | Amal Concentric 626                 | Amal Monobloc 398                   | Amal Monobloc 398                   | Amal Monobloc 398                   | Amal Concentric 926                 | Amal Monobloc 398                   |
| Smeersysteem           | Dry-sumpsysteem                     | Dry-sumpsysteem                     | Dry-sumpsysteem                     | Dry-sumpsysteem                     | Dry-sumpsysteem                     | Dry-sumpsysteem                     | Dry-sumpsysteem                     | Dry-sumpsysteem                     | Dry-sumpsysteem                     |
| Compressieverhouding   | 7:1                                 | 7:1                                 | 7:1                                 | 7:1                                 | 7:1                                 | 7:1                                 | 7:1                                 | 7:1                                 | 7:1                                 |
| Max. Vermogen          | 21 pk bij 7.000 tpm                 | 21 pk bij 7.000 tpm                 | 21 pk bij 7.000 tpm                 | 21 pk bij 7.000 tpm                 | 21 pk bij 7.000 tpm                 | 21 pk bij 7.000 tpm                 | 21 pk bij 7.000 tpm                 | 21 pk bij 7.000 tpm                 | 21 pk bij 7.000 tpm                 |
| Topsnelheid            | 120 km/uur                          | 120 km/uur                          | 120 km/uur                          | 120 km/uur                          | 120 km/uur                          | 120 km/uur                          | 120 km/uur                          | 120 km/uur                          | 120 km/uur                          |
| Primaire aandrijving   | Ketting                             | Ketting                             | Ketting                             | Ketting                             | Ketting                             | Ketting                             | Ketting                             | Ketting                             | Ketting                             |
| Koppeling              | Meervoudige droge plaat             | Meervoudige droge plaat             | Meervoudige droge plaat             | Meervoudige droge plaat             | Meervoudige droge plaat             | Meervoudige droge plaat             | Meervoudige droge plaat             | Meervoudige droge plaat             | Meervoudige droge plaat             |
| Versnellingen          | 4                                   | 4                                   | 4                                   | 4                                   | 4                                   | 4                                   | 4                                   | 4                                   | 4                                   |
| Secundaire aandrijving | Ketting                             | Ketting                             | Ketting                             | Ketting                             | Ketting                             | Ketting                             | Ketting                             | Ketting                             | Ketting                             |
| Rijwielgedeelte        | Semi-dubbel wiegframe               | Semi-dubbel wiegframe               | Semi-dubbel wiegframe               | Semi-dubbel wiegframe               | Semi-dubbel wiegframe               | Semi-dubbel wiegframe               | Semi-dubbel wiegframe               | Semi-dubbel wiegframe               | Semi-dubbel wiegframe               |
| Voorvork               | Telescoopvork                       | Telescoopvork                       | Telescoopvork                       | Telescoopvork                       | Telescoopvork                       | Telescoopvork                       | Telescoopvork                       | Telescoopvork                       | Telescoopvork                       |
| Achtervork             | Swingarm                            | Swingarm                            | Swingarm                            | Swingarm                            | Swingarm                            | Swingarm                            | Swingarm                            | Swingarm                            | Swingarm                            |
| Remmen                 | Trommelremmen                       | Trommelremmen                       | Trommelremmen                       | Trommelremmen                       | Trommelremmen                       | Trommelremmen                       | Trommelremmen                       | Trommelremmen                       | Trommelremmen                       |